# Roger Avary
Roger Avary (Flin Flon, 23 de agosto de 1965) é um diretor, produtor e roteirista canadense, vencedor do Óscar de Melhor Roteiro Original com Pulp Fiction. Também foi o roteirista de Silent Hill e Beowulf, além ter dirigido Killing Zoe e The Rules of Attraction. Em 2009, Avary foi condenado a um ano de prisão por provocar, enquanto alcoolizado, a morte de um amigo em um acidente de trânsito.  Segundo a polícia, a Mercedes de Avary estava a mais de 160 km/h quando o roteirista colidiu contra um poste. A pena foi definida em 1 ano de regime fechado e mais 5 anos de liberdade condicional. Além disso, Avary foi obrigado a participar de um programa educativo relacionado aos perigos da condução em estado de embriaguez.

## Filmografia

### Diretor
- The Worm Turns (1983) (curta)
- "Roger Avary's Day Off" (1987) (curta)
- Killing Zoe (1994)
- Mr. Stitch (1996)
- The Rules of Attraction (2002)
- Glitterati (2005)

### Escritor
- The Worm Turns (1983) (curta)
- Reservoir Dogs (1992) (co-escritor de um diálogo)
- True Romance (1993) (não creditado)
- Pulp Fiction (1994)
- Killing Zoe (1994)
- Crying Freeman (1995) (não creditado)
- Mr. Stitch (1996)
- Odd Jobs (1997)
- The Rules of Attraction (2002)
- Glitterati (2005)
- Silent Hill (2006)
- Beowulf (2007)

### Produtor
- Mr. Stitch (1996)
- Odd Jobs (1997)
- Glitterati (2005)

### Produtor executivo
- Boogie Boy (1998)
- The Rules of Attraction (2002)
- The Last Man (2003)
- Beowulf (2007)

### Ator
- Phantasm IV: Oblivion (1998)
- Standing Still (2005)

### Cinematografista
- My Best Friend's Birthday (1987)